# Droga wojewódzka nr 814
Droga wojewódzka nr 814 (DW814) – droga wojewódzka klasy G (główna) o długości 20,928 km w województwie lubelskim, łącząca Radzyń Podlaski z Glinnym Stokiem położonym 10 km na zachód od Parczewa.

## Charakterystyka trasy
Droga prowadzi przez powiaty: radzyński (miasto Radzyń Podlaski, gminy: Radzyń Podlaski, Czemierniki, Wohyń) oraz parczewski (gmina Siemień). Trasa jest częścią szlaku komunikacyjnego relacji Radzyń Podlaski – Parczew. Od Glinnego Stoku do Parczewa prowadzi droga wojewódzka nr 815.
W Radzyniu Podlaskim rozpoczyna się na rondzie Żołnierzy WiN (u zbiegu ulic Wisznickiej i Lubelskiej) i przebiega do granic miasta ulicą Lubelską.
Wzdłuż drogi funkcjonują 32 przystanki komunikacji publicznej – wszystkie umiejscowione są w zatokach.

## Parametry techniczne
Droga mama klasę G o przekroju jednojezdniowym, z dwoma pasami ruchu (po jednym w każdym kierunku). Szerokość jezdni o nawierzchni z asfaltobetonu wynosi 6 m.
Na całej długości trasa dostosowana jest do nacisku 115 kN/oś.
Na terenie gminy Czemierniki, w rejonie Niewęgłosza wzdłuż jezdni na odcinku 3,6 km wybudowana jest droga pieszo-rowerowa.

## Rozbudowa drogi
W latach 2010-2011 oraz 2017-2018 kosztem 66,7 mln zł droga została wyremontowana na całym przebiegu. Na trzech najbardziej obciążonych ruchem skrzyżowaniach utworzono ronda wyposażone w oświetlenie uliczne.

## Zarządcy drogi
Zarządcą drogi jest Zarząd Dróg Wojewódzkich w Lublinie – Rejon DW Parczew.

## Miejscowości leżące przy trasie DW814
- Radzyń Podlaski 63
- Marynin
- Niewęgłosz
- Świerże
- Kuraszew

- Suchowola
- Jezioro
- Żminne
- Glinny Stok 815

## Historia numeracji
Na przestrzeni lat trasa posiadała różne oznaczenia i klasyfikacje:
| Numer | Kategoria                                                                 | Przebieg                             | Lata obowiązywania | Źródło | Uwagi |
| ----- | ------------------------------------------------------------------------- | ------------------------------------ | ------------------ | --- | ----- |
| L5    | Droga państwowa                                                           | Radzyń Podlaski – Suchowola – Żminne | 1952 – 14 II 1986  | Wojskowe mapy topograficzne 1:50 000 do miast Radzyń Podlaski, Wohyń i Parczew – datowane na rok 1987 (według stanu na rok 1984).           | –     |
| 814   | • droga krajowa: 14 II 1986 – 31 XII 1998 • droga wojewódzka: od 1 I 1999 | Radzyń Podlaski – Suchowola – Żminne | od 14 II 1986      | Uchwała nr 192 Rady Ministrów z dnia 2 grudnia 1985 r. w sprawie zaliczenia dróg do kategorii dróg krajowych (M.P. z 1986 r. nr 3, poz. 16) | –     |

## Galeria

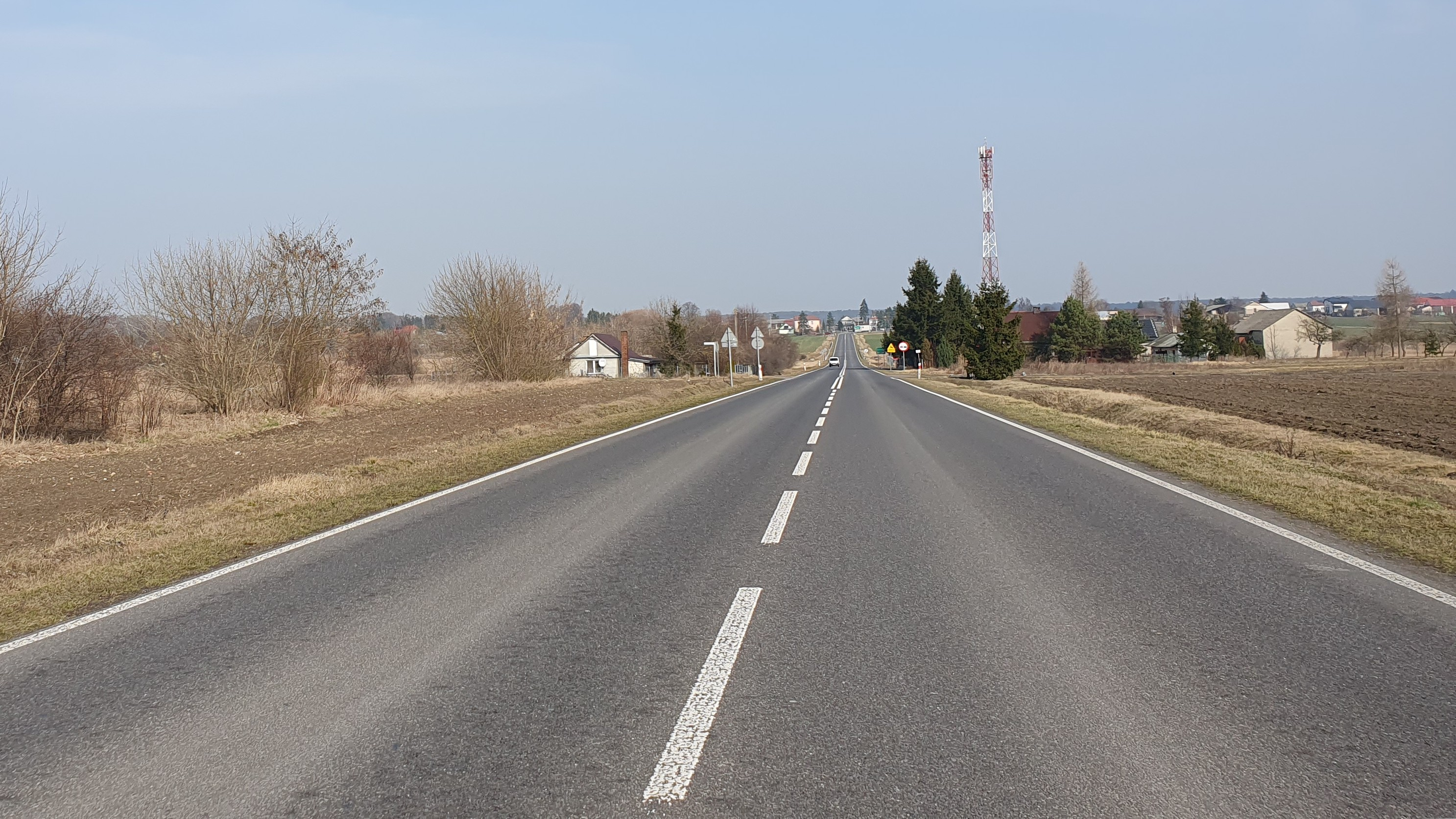
Okolice Suchowoli